# Horisme clarkei
Horisme clarkei là một loài bướm đêm trong họ Geometridae.